# Rudolf Helm
Rudolf Helm (Berlino, 2 marzo 1872 – Kiel, 29 novembre 1966) è stato un filologo classico tedesco.
Rettore dell'Università di Rostock dal luglio 1920 al 1922, curò per la Bibliotheca Teubneriana l'edizione critica delle Metamorfosi, dell'Apologia e dellFlorida di Apuleio, opere alle quali dedicò dieci anni della propria vita accademica

## Biografia
Rudolf Helm studiò filologia classica all'Università di Berlino. Al termine del corso di laurea, vinse una borsa di studio dell'Istituto archeologico germanico, che gli permise di visitare la Grecia e l'Italia. 
Dopo essere stato assistente universitario per un breve periodo, nel 1897 accettò di collaborare al corso di filologia classica dell'l'Istituto di studi antichi dell'Università di Berlino. In tale veste, fu anche lettore, gestore della biblioteca e referente didattico degli studenti. Nel 1899, fu nominato privatdozent, e, nel 1907, professore associato di filologia classica all'Università di Rostock, presso la quale successivamente divenne ordinario. Dal luglio 1920 al 1922, fu il rettore di quest'ultimo ateneo.
Dal maggio al novembre 1933, fu interdetto dall'insegnamento per la malagestione dei fondi destinati al dormitorio studentesco. Dal '37 al '45, cessò nuovamente di insegnare, per ricomparire sulla scena accademica di Kiel a partire dal '48 fino alla morte, sopraggiunta nel '66.

## Attività
Nei primi anni di ricerca accademica, studiò le opere di Luciano di Samosata, evidenziandone il debito nei confronti delle satire di Menippo di Gadara. A tale riguardo, redasse la voce dedicata all'autore latino per la Realencyclopädie der classischen Altertumswissenschaft. In seguito, si occupò di Orazio, Catullo, Albio Tibullo, Marziale e Properzio.
Nel 1948, diede alle stampe Der antike Roman (Berlino 1948 2ª edizione pubblicata a Gottinga nel 1956), che per quarant'anni rimase un noto manuale introduttivo alla letteratura latina dei primi secoli, fino a che nel 1986 fu superata dalla monografia Der antike Roman: Eine Einführung di Niklas Holzberg.
Per la Bibliotheca Teubneriana, Helm curò l'edizione critica delle Metamorfosi, dell'Apologia e della Florida di Apuleio, opere alle quali dedicò dieci anni della propria vita accademica.